# Leopárdmacska
A leopárdmacska vagy bengáli törpemacska (Prionailurus bengalensis) az emlősök (Mammalia) osztályának ragadozók (Carnivora) rendjébe, ezen belül a macskafélék (Felidae) családjába tartozó faj.
A Prionailurus emlősnem típusfaja.

## Előfordulása
A leopárdmacska előfordulási területe Ázsia déli, délkeleti és keleti részei. Az elterjedése Afganisztántól és Pakisztántól kezdve Indián, Nepálon és Bangladesen keresztül, Délkelet-Ázsiáig és a Maláj-félszigetig van; északra pedig Kína keleti részén keresztül a Koreai-félszigetig és az Amur-vidékig tart. A Himalája déli oldalain egészen 1000 méteres tengerszint feletti magasságig felhatol.
Egyes helyeken az ember jelenlétét is megtűri, emiatt néhol kultúrtájakon vehető észre. A régészeti leletek alapján megtudtuk, hogy a mai Kína területén, körülbelül 5000 évvel ezelőtt háziasították ezt a macskafélét.

## Alfajok
2017-ig úgy tudtuk, hogy a Prionailurus javanensis, korábbi nevén Prionailurus bengalensis javanensis a leopárdmacskának az alfaja. Azonban az új DNS- és alaktani-vizsgálatoknak köszönhetően megtudtuk, hogy egy önálló fajról van szó. Leválásakor magával vitte a leopárdmacska legtöbb szigeti alfaját is, hiszen azok valójában együttesen a Prionailurus javanensist alkotják.
Szintén az új genetikai vizsgálatoknak köszönhetően megtudtuk, hogy ennek a macskafélének valójában csak két alfaja van:
- Prionailurus bengalensis bengalensis (Kerr, 1792) – Afganisztán, Pakisztán, India, Banglades, Indokína, Jünnan[4]
- Prionailurus bengalensis euptailura (Elliott, 1871) – Kelet-Szibéria, Mongólia, Mandzsúria, Koreai-félsziget; az Iriomote-szigeti macska (Prionailurus bengalensis iriomotensis) is ebbe tartozik

Korábban önálló alfajoknak vélt taxonok:
- Prionailurus bengalensis alleni (Sody, 1949) – Hajnan
- Prionailurus bengalensis chinensis (J. E. Gray, 1837) – Kína (Jünnan kivételével), Tajvan
- Prionailurus bengalensis horsfieldi (J. E. Gray, 1842) – Pakisztántól a Himaláján keresztül Bhutánig
- Iriomote-szigeti macska (Prionailurus bengalensis iriomotensis) (Imaizumi, 1967) - korábban önálló fajnak tekintették, de a DNS-vizsgálatok bebizonyították, hogy a leopárdmacska egyik alfaja;[5][6] Iriomote
- Prionailurus bengalensis trevelyani (Pocock, 1939) – Kelet-Pakisztán

## Megjelenése
Körülbelül akkora, mint egy átlagos házi macska (Felis silvestris catus), azonban karcsúbb testfelépítésű, a lábai valamivel hosszabbak és az ujjai között úszóhártyák vannak. A kis fején két fekete csík húzódik, a pofavége fehér. Élőhelytől függően az alapszíne szürke, barnás vagy piszkos-sárga, ezen pedig fekete foltok vannak; a hátgerinc mentén és környékén a foltok sávokba egyesülnek. A trópusokon a fej-testhossza 38,8-66 centiméter, a farokhossza 17,2-31 centiméter és a testtömege 0,55-3,8 kilogramm. Kína északi részén és Szibériában a fej-test hossza 75 centiméter, a testtömege 7,1 kilogramm. A marmagassága körülbelül 41 centiméter.

## Életmódja
A macskafélék közül legügyesebben mászik fára, valóságos légi akrobata. Hátsó lábát 180 fokban képes elfordítani, fejjel lefelé lóg az ágakon, és a mókusokhoz hasonlóan, fejjel előre mászik le a fák törzsén. A lombkoronában rágcsálókra, madarakra, rovarlárvákra és pókokra vadászik; a talajon a nyulakat is elkapja. A szaporodási időszakán kívül magányos állat, amely főleg éjjel jár vadászni.

## Szaporodása
A szaporodási időszakát az élőhelye szabja meg. A trópusokon egész évben lehet, míg északon csak tavasszal. A vemhesség 60-70 napig tart. Egy alomban 2-3 kismacska fordul elő. A fogságban megfigyelt példányoktól megtudtuk, hogy születésekor 75-130 grammos és 15 nap múlva nyitja ki a szemeit. Kéthetesen megkétszerezi, öthetesen megnégyszerezi testtömegét. Négyhetesen kinőnek a végleges szemfogai és elkezd húst is enni. A fogságban tartott nőstények egyévesen is elérhetik az ivarérettséget; 13-14 hónaposan ellhetnek először. A fogságban akár 13 évig is élhet.

## Rokonai
A házi macskával történt keresztezése során jött létre a közkedvelt bengáli macska.

## Képek

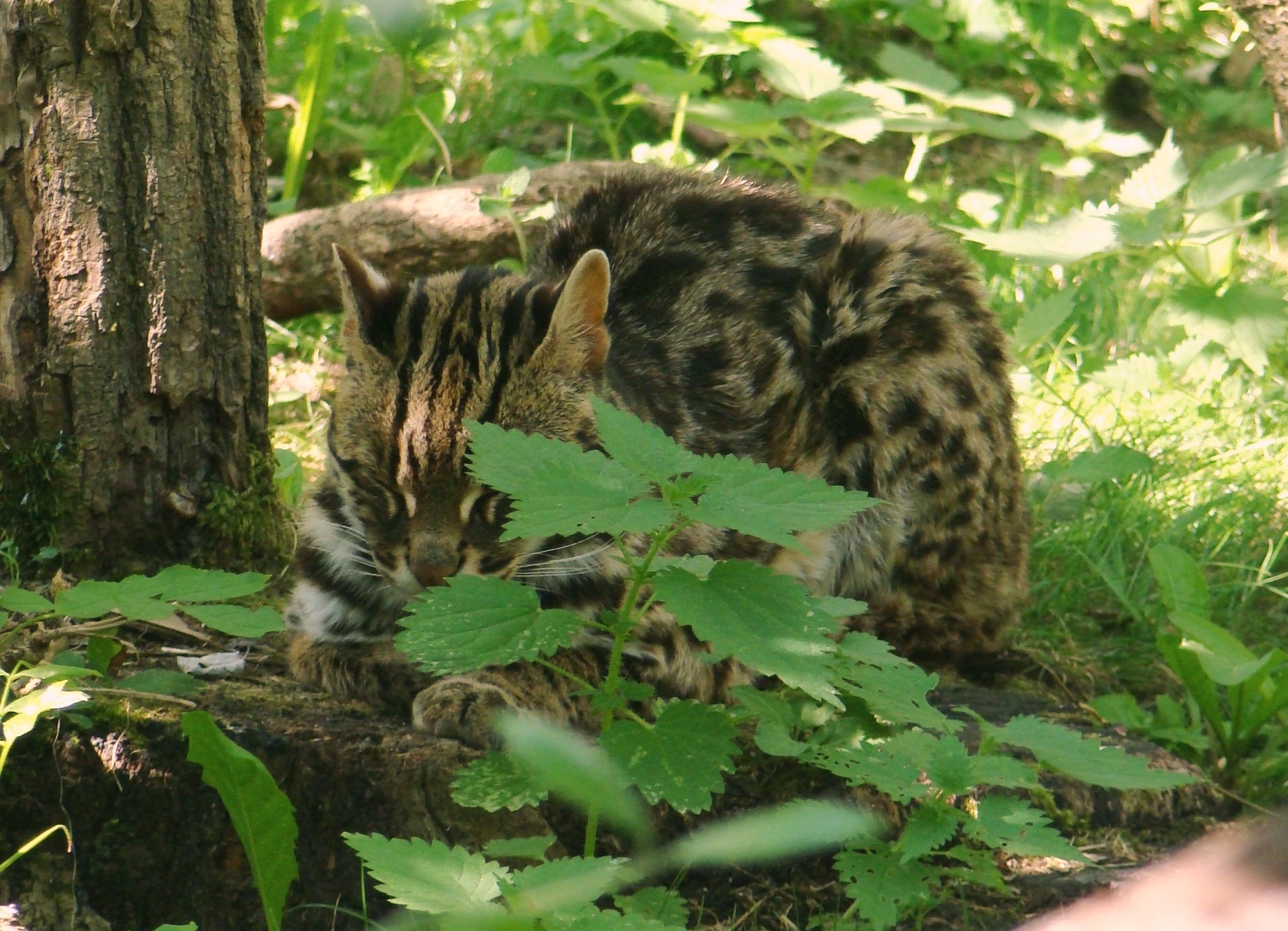
Prionailurus bengalensis bengalensis
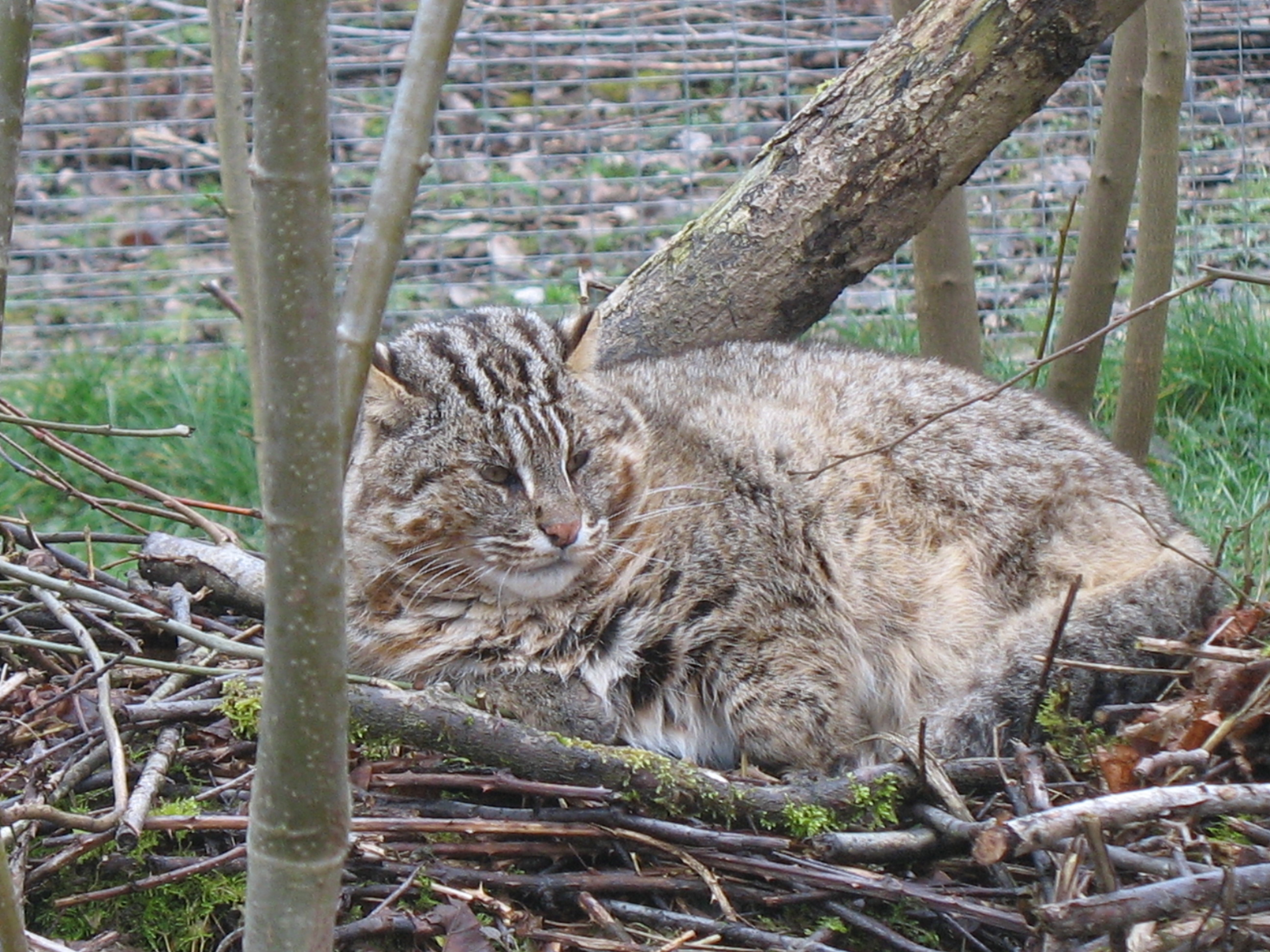
Prionailurus bengalensis euptailura
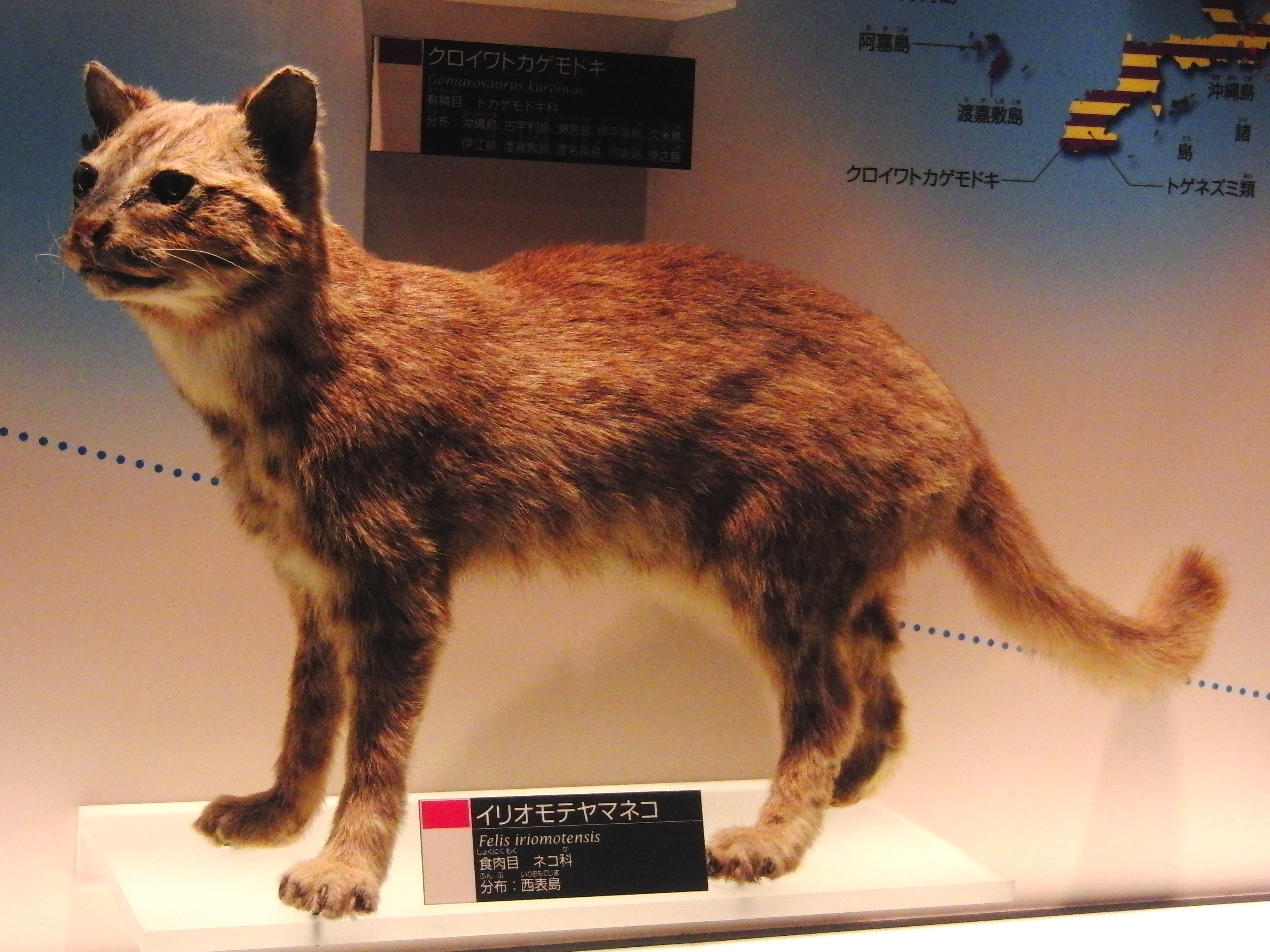
iriomote-szigeti macska (Prionailurus bengalensis iriomotensis vagy Prionailurus bengalensis euptailura)
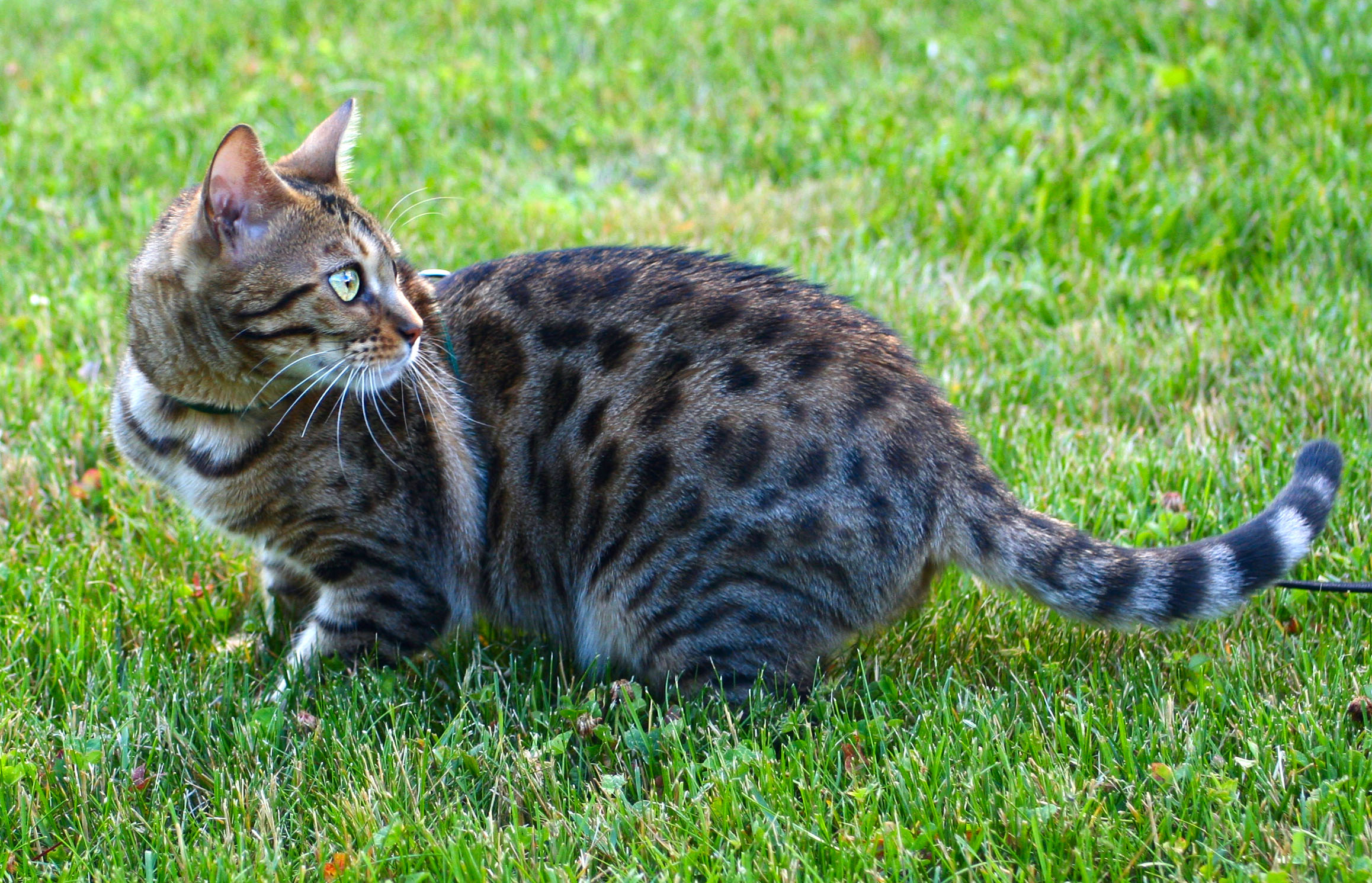
bengáli macska

### Fordítás
- Ez a szócikk részben vagy egészben  a   Leopard cat című angol Wikipédia-szócikk ezen változatának fordításán alapul.  Az eredeti cikk szerkesztőit annak laptörténete sorolja fel. Ez a jelzés csupán a megfogalmazás eredetét és a szerzői jogokat jelzi, nem szolgál a cikkben szereplő információk forrásmegjelöléseként.